# Тавакуль Карман
Тавакуль Карман (араб. توكل كرمان, також Тавакель; 7 лютого 1979, Таїз, Ємен) — єменська феміністка, політикиня, журналістка, перша арабська жінка-лауреатка Нобелівської премії миру 2011 року спільно з Елен Джонсон-Серліф і Леймою Гбові «за ненасильницьку боротьбу за безпеку жінок і за права жінок на повноправну участь у розбудові миру». Активна учасниця революції в Ємені 2011 року — частині Арабської весни. Знана як «Залізна жінка», «Мати революції».

## Біографія

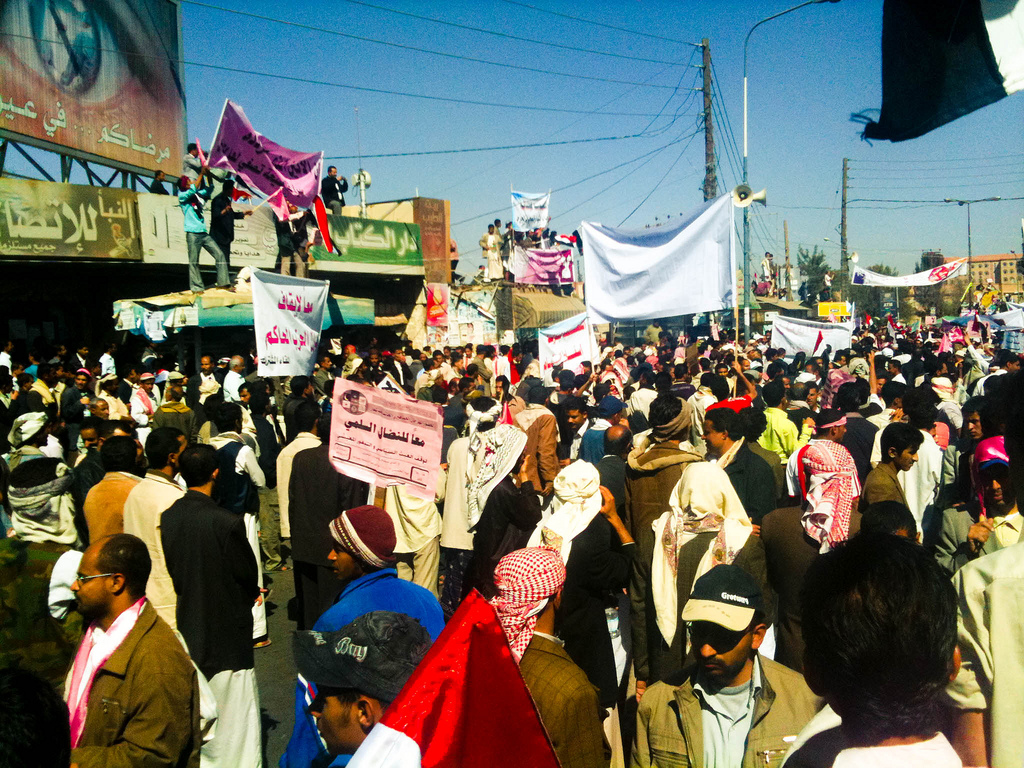
«День гніву», до якого закликала Карман. Сана, 3 лютого 2011 року

Тавакуль Карман народилася 7 лютого 1979 роки у єменському місті Таїз. У 2005 році вона створила правозахисний рух «Журналістки без ланцюгів», метою якого є захист прав людини, особливо права на свободу переконань і на вільне їх вираження. За твердженням Карман, вона отримувала від влади погрози телефоном і поштою через відмову прийняти відхилення заявки на створення офіційної газети та радіостанції. У 2007-2010 роках Карман неодноразово організовувала акції протесту і сидячі демонстрації на Площі Свободи у Сані перед будівлею уряду. Карман часто зазнавала політичних переслідувань за свою активну позицію щодо розбудови демократії. Так, у січні 2011 року її на короткий термін заарештували за нібито організацію незаконних протестів і підбурювання до безладів у Ємені.

## Нобелівська премія миру
32-річна Тавакуль Карман стала однією з наймолодших лауреатів Нобелівської премії миру. Вона перша арабська жінка, відзначена цією нагородою.
Нобелівський комітет відзначив: «У надзвичайно складних умовах, як до, так і під час „арабської весни“, Карман Тавакуль відіграла провідну роль у боротьбі за права жінок, за демократію і мир в Ємені».
Оголошуючи нагороду, колишній прем'єр-міністр Норвегії та чинний голова комітету Турбйорн Ягланд заявив: «Ми не можемо досягти демократії та міцного миру в усьому світі доти, доки жінки не отримають рівні з чоловіками можливості впливати на розвиток подій на всіх рівнях суспільства». Пізніше він додав, що премія — «вкрай важливий сигнал для жінок у всьому світі», і що, окрім арабської весни, «є багато інших позитивних змін у світі, які ми спостерігаємо. Я думаю, що це трохи дивно, що дослідники та інші не помічали їх».